# Райц, Кристиан
Кристиан Райц (нем. Christian Reitz; род. 29 апреля 1987, Лёбау, Гёрлиц) — немецкий стрелок из пистолета, олимпийский чемпион 2016 года в стрельбе из скорострельного пистолета, призёр чемпионатов мира и Европы.

## Карьера
Заниматься спортивной стрельбой Кристиан Райц начал в десятилетнем возрасте, отдавая предпочтение упражнению со скоростным пистолетом, где в те времена блистал его соотечественник Ральф Шуман. Однако в отличие от него Райц также принимал участие в стрельбе из стандартного пистолета и пистолета центрального боя.
В 2006 году на мировом первенстве в хорватском Загребе молодой немец стал чемпионом мира среди юниоров в стрельбе из скорострельного пистолета.
В начале 2008 года на этапе Кубка мира в Милане Райц одержал победу и при этом обновил мировой рекорд в стрельбе из скоростного пистолета, обойдя с результатом 794 очка предыдущий рекорд, принадлежавший Шуману на четыре очка.
Этот успех сразу сделал Кристиана одним из фаворитов пекинской Олимпиады. В квалификации стрельбы из скорострельного пистолета он выглядел не слишком убедительно, но смог пробиться в финал с последним, шестым результатом. В финале он показал значительно более уверенную стрельбу и завоевал бронзовую медаль, уступив не только ставшему вторым Шуману, но и украинцу Петриву.
На лондонских Играх принимал участие в двух видах программы. В стрельбе из скоростного пистолета он пробился в финал, но выступил там не удачно, заняв последнее место, а в стрельбе из пистолета с 50 метров стал седьмым, тоже пробившись в финальный раунд.
В 2014 году завоевал первую взрослую медаль чемпионатов мира, став третьим в стрельбе из стандартного пистолета.